# 大溪水库 (溧阳)
大溪水库是中国江苏省常州市溧阳市境内的一座水库，位于大溪河上，建于1960年。水库正常库容为5000万立方米，集雨面积为90平方千米，海拔为13米。